# تادئوش رس
تادئوش رُس (لهستانی: Tadeusz Ross؛ ۱۴ مارس ۱۹۳۸ – ۱۴ دسامبر ۲۰۲۱) بازیگر و سیاستمدار اهل لهستان بود. وی فارغ‌التحصیل آکادمی ملی هنرهای نمایشی الکساندر زلوروویچ در ورشو در سال ۱۹۵۹ بود.
از فیلم‌ها یا مجموعه‌های تلویزیونی که وی در آن‌ها نقش داشته است، می‌توان به سال‌های شیرین (فیلم‌نامه‌نویس برخی قسمت‌ها)، طایفه، خانه کشیش، در خوشی و سختی، پرستار کودک و ورای تخت جراحی اشاره نمود.
وی در سن ۸۳ سالگی بر اثر ابتلا به کووید ۱۹ درگذشت.